# Kustcirkelmossa
Kustcirkelmossa (Sanionia orthothecioides) är en bladmossart som beskrevs av Leopold Loeske 1907. Enligt Catalogue of Life ingår Kustcirkelmossa i släktet cirkelmossor och familjen Amblystegiaceae, men enligt Dyntaxa är tillhörigheten istället släktet cirkelmossor och familjen Amblystegiaceae. Arten är reproducerande i Sverige. Inga underarter finns listade i Catalogue of Life.